# 재고 조정
재고 조정(在庫調整)이란 기업이 각자의 경기예측에 의거하여 원자재나 제품의 재고를 늘리거나 줄이거나 하는 일을 뜻한다. 특히 경기 상승기에 수요의 신장을 상회하여 급속히 축적된 재고가 금융 긴축 등의 경기 억제 조치에 따른 수요의 감소와 함께 과잉한 상태가 된 경우에 재고의 양을 줄이는 것을 가리키는 경우가 많다.  그러나 재고의 유지에는 고객에 대한 상품의 빠른 제공이나, 매상의 급격한 변동에 수반하는 생산 부문의 혼란의 회피, 원자재·반제품 등의 축적에 따른 생산계획의 확실한 설정 등의 목적이 있으므로 재고조정 때에도 일정 수준의 재고를 확보하는 일을 전제로 하여 그 수준까지 재고를 감소시키려고 하는 것이다. 또 이와 같은 재고조정을 위해 조업의 단축 등이 이루어져 그것을 통하여 경기 후퇴(리세션)가 초래되는 때에 그러한 경기 후퇴를 인벤토리 리세션이라 부른다.